# أبو بكر سنغاري
أبو بكر سنغاري هو لاعب كرة قدم مالي، ولد في 29 سبتمبر 1999.